# 梅夫吕特·恰武什奥卢
梅夫吕特·恰武什奥卢（土耳其語：Mevlüt Çavuşoğlu，土耳其語發音：[mevlyt ˈtʃavuʃˌoːɫu]；1968年2月5日—）是一位土耳其政治人物。

## 生平
1968年生于阿拉尼亚，1988年毕业于安卡拉大学。自2014年8月29日至2023年6月3日期間担任土耳其外交部长。正义与发展党创始人。2002年通过选举成为土耳其大国民议会成员，代表安塔利亚省。2017年卷入荷兰-土耳其外交风波。2020年2月，恰武什奥卢与中华人民共和国外交部部长王毅于德国会面，會後恰武什奥卢表示，中方不应将所有穆斯林维吾尔族人标记为恐怖分子。

## 荣誉

### 外国勋章奖章
- 三等功绩勋章（乌克兰，2013年8月24日公布[5]）
- 旭日大绶章（日本，2019年5月21日公布[6]）